# Bảo tàng Yamato Bunkakan
Bảo tàng Nghệ thuật Nhật Bản Yamato Bunkakan (大和文華館 Đại Hòa văn hoa quán) là bảo tàng nghệ thuật châu Á ở Nara, Nara.

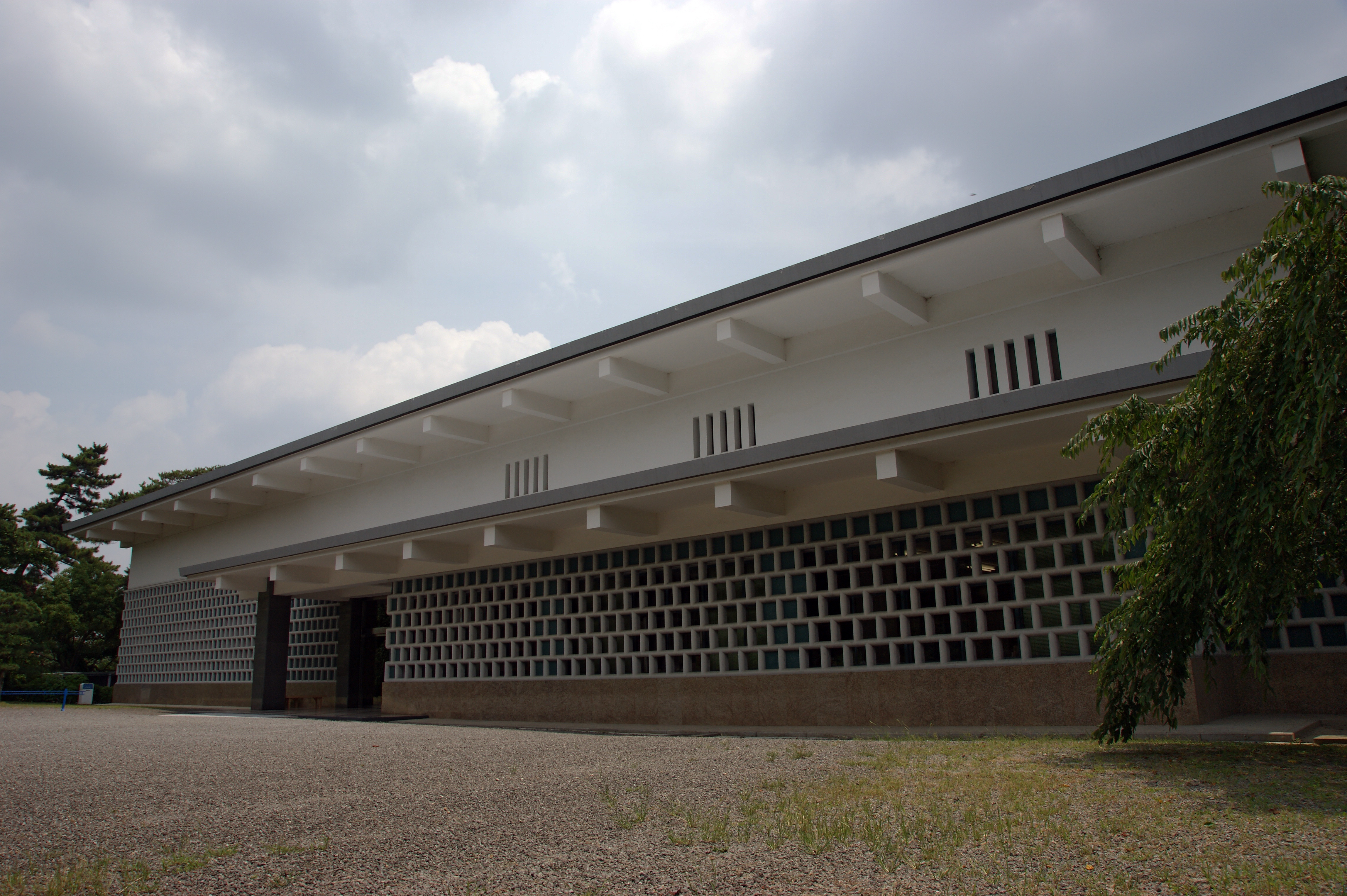
Bảo tàng Yamato Bunkakan

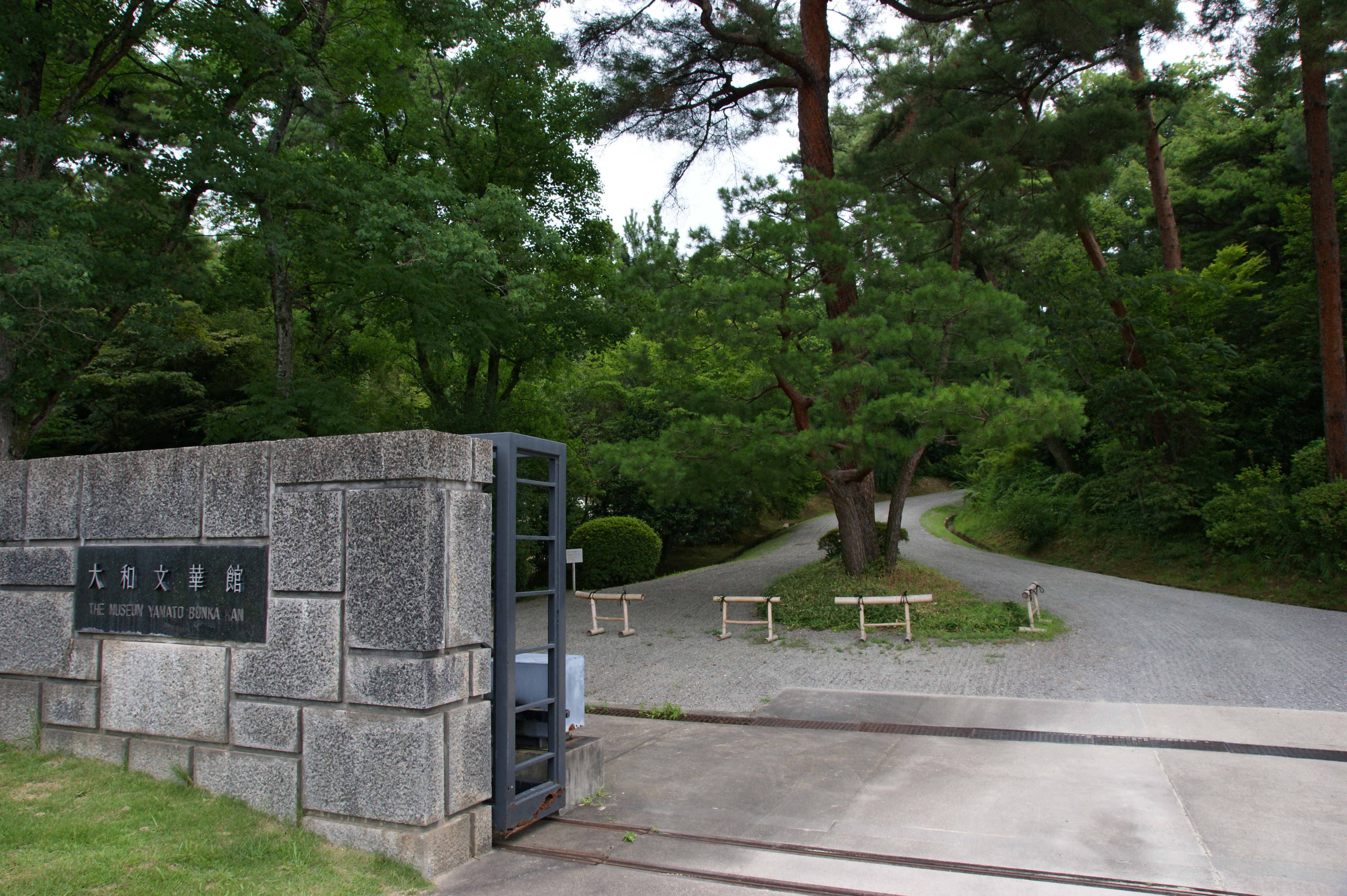
Cổng vào Bảo tàng Yamato Bunkakan

Bảo tàng này được thành lập vào năm 1960 để bảo quản và trưng bày bộ sưu tập tư nhân của Tập đoàn Kintetsu (mang tên Kinki Nippon Railway Co., Ltd. cho đến ngày 27 tháng 6 năm 2003).

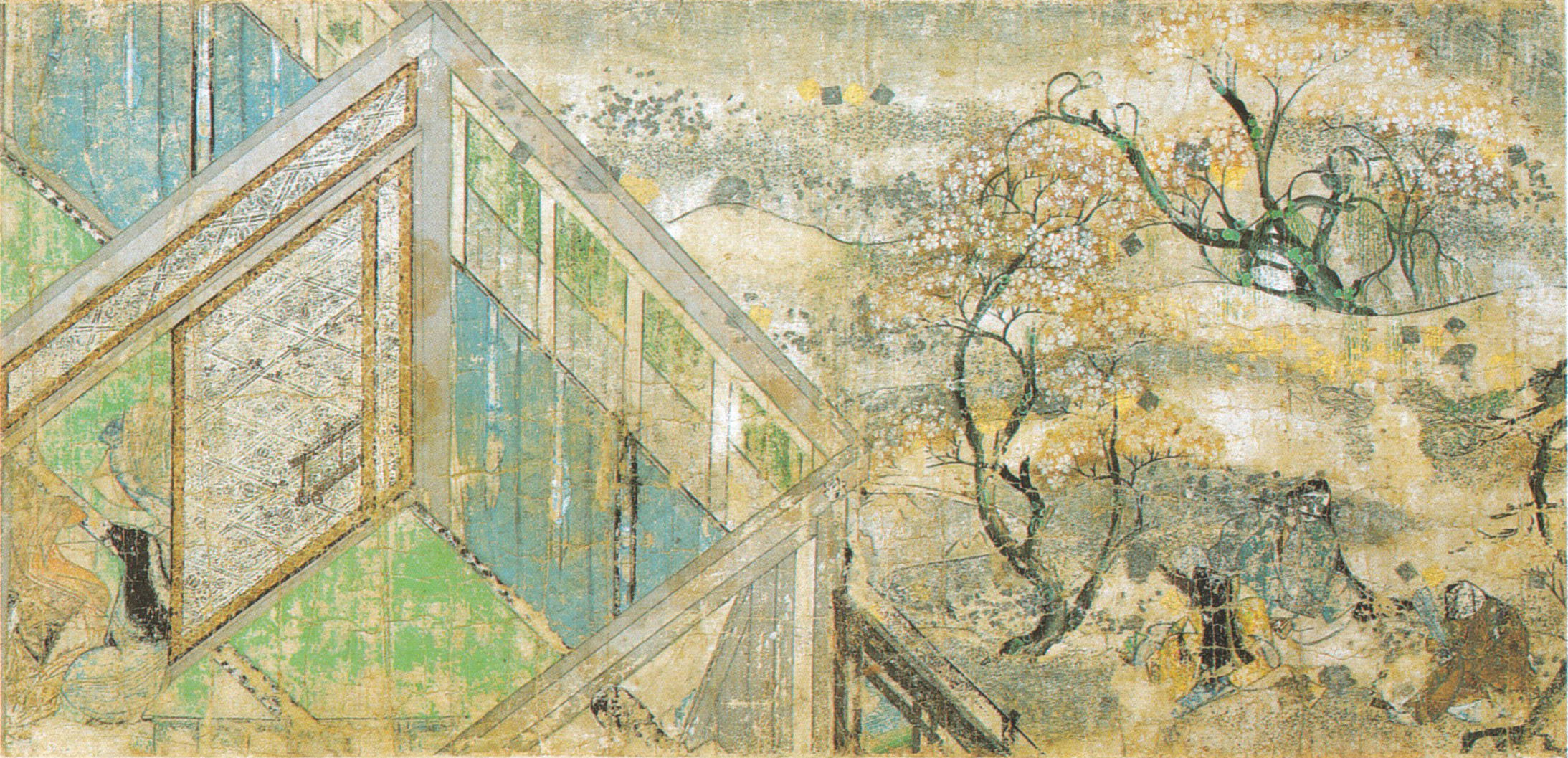
Ngôi nhà, hàng cây hoa trắng và con người trong tập tranh cuộn Nezame Monogatari Emaki.

## Bộ sưu tập

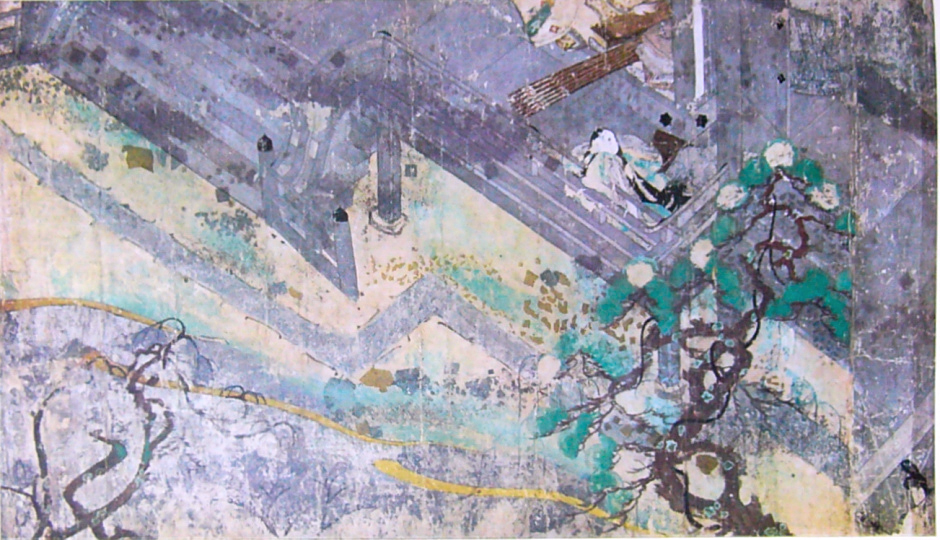
Một phần khung cảnh ngôi nhà và khu vườn trong tập tranh cuộn Nezame Monogatari Emaki.

Bảo tàng nghệ thuật châu Á này có hơn 20.000 hiện vật điêu khắc, gốm sứ, sơn mài, tranh vẽ, bản in, dệt may và thư pháp. Bảo tàng có chương trình triển lãm thay đổi thường xuyên. Giám đốc sáng lập vào năm 1960 là sử gia nghệ thuật Yashiro Yukio.

### Bảo vật quốc gia
Hai bảo vật quốc gia trong bộ sưu tập là những cảnh minh họa từ tập tranh cuộn Nezame Monogatari Emaki (紙本著色寝覚物語絵巻 shihon choshoku nezame monogatari emaki, Chỉ bản trước sắc tẩm giác vật ngữ hội quyển).